# Marguerite à la veste rayée
Marguerite à la veste rayée – ou Jeune femme au chapeau corbeille – est un tableau réalisé par le peintre français Henri Matisse en 1914 à Paris. Cette huile sur toile est un portrait de la fille de l'artiste, Marguerite. Il figure la jeune femme d'une vingtaine d'années coiffée d'un chapeau bleu et vêtue d'une veste à rayures de la même couleur, un mince collier noir dissimulant la cicatrice laissée par une trachéotomie. L'œuvre est aujourd'hui conservée au musée Artizon, à Tokyo, au Japon.